# Изили
Изили (итал. Isili) је насеље у Италији у округу Каљари, региону Сардинија.
Према процени из 2011. у насељу је живело 2785 становника. Насеље се налази на надморској висини од 507 м.

## Становништво
| 1936. | 1951. | 1961. | 1971. | 1981. | 1991. | 2001. | 2011. |
| ----- | ----- | ----- | ----- | ----- | ----- | ----- | ----- |
| 2.762 | 3.142 | 3.440 | 2.976 | 3.175 | 3.241 | 3.080 | 2.842 |